# بوطوساوات
البوطوساوات (الاسم العلمي:Pothoideae) هي أسرة من النباتات تتبع الفصيلة اللوفية من رتبة المزماريات.

## قبائل البوطوساوات
- الأنثورياوية
  - الأنثوري